# Подорожник Шварценберга
Подорожник Шварценберґа, подорожник Шварценберга (лат. Plantago schwarzenbergiana) — багаторічна рослина роду подорожник (Plantago).

## Назва
Названий дослідником флори Трансильванії Фердинадом Шуром на честь тодішнього правителя Трансильванії Карла ІІ, князя Шварценберґа, який спонукав його до цих досліджень та оплатив їх.

## Ботанічний опис
Багаторічна трав'яниста рослина висотою до 25 см.
Листки на черешках, які довжиною майже дорівнюють листовим пластинкам або дещо довші.
Приквітки яйцеподібні, загострені, майже дорівнюють чашечці.
Суцвіття циліндричні, густі, довжиною 5-9 см віночок довжиною 2-3 мм, білуватий.

## Поширення
Росте у Європі, зокрема у Угорщині, Румунії та Україні.
В Україні поширений на Правобережному степу. Росте на солончакових луках.